# Pellegrino Matarazzo
Pellegrino Matarazzo (Wayne, Nueva Jersey, Estados Unidos, 28 de noviembre de 1977) es un exfutbolista y entrenador estadounidense de origen italiano. Actualmente está sin club.

## icios
Matarazzo se crio en Fair Lawn, Nueva Jersey con inmigrantes italianos. Tiene tres hermanos menores: Leo, Frank y Antonio, todos ellos estaban en un club de aficionados de Napoli en el momento en que Diego Maradona jugaba allí. Leo y Antonio también jugaron en Columbia. Practicó varios deportes mientras crecía, incluido el baloncesto y el voleibol debido a su altura, pero vio el mayor éxito en el fútbol, siendo titular del equipo universitario durante cuatro años para Fair Lawn High School, llevándolos al torneo estatal en su último año por primera vez en casi veinte años. Luego pasó a jugar en la Universidad de Columbia (Columbia Lions men's soccer), donde obtuvo una licenciatura en matemáticas aplicadas en 1999.

## Carrera como jugador
Después de su graduación de Columbia, Matarazzo decidió seguir una carrera como jugador de fútbol profesional. Después de pruebas fallidas en el club de la Serie B Salernitana con sede en la ciudad natal de su madre, Salerno, y el club de la Serie C Juve Stabia en Italia, firmó en la cuarta división de Alemania con el Eintracht Bad Kreuznach. Entre 2001 y 2005, Matarazzo jugó para Wehen con un año en Münster para la temporada 2003-2004, así como en Wattenscheid y Núremberg. Más tarde, Matarazzo se desempeñó como entrenador asistente mientras jugaba para el equipo de reserva al mismo tiempo.

## Carrera como entrenador
Matarazzo trabajó muchos años en la academia de Núremberg, entrenando a los juniors B y A. En 2015, Matarazzo comenzó la formación de entrenador alemán en la Escuela Superior de Deportes de Alemania, donde compartió habitación con Julian Nagelsmann. Más tarde, Matarazzo se unió al cuerpo técnico de Nagelsmann en Hoffenheim en 2017, convirtiéndose allí en entrenador juvenil. En 2018, Matarazzo se convirtió en el asistente de Nagelsmann e interactuó entre el primer equipo y la academia, y se quedó allí con Alfred Schreuder como entrenador. En diciembre de 2019, Sven Mislintat fichó a Matarazzo como entrenador del primer equipo del VfB Stuttgart. Fue despedido en octubre de 2022.
El 8 de febrero de 2023, Matarazzo regresó al TSG 1899 Hoffenheim, esta vez como entrenador del primer equipo. Firmó un contrato hasta junio de 2025, reemplazando a André Breitenreiter.Sin embargo, en noviembre de 2024, fue despedido de su cargo después de una serie de malos resultados.

## Clubes

### Como futbolista
| Club                         | País           | Año       |
| ---------------------------- | -------------- | --------- |
| Columbia Lions (Universidad) | Estados Unidos | 1995-1999 |
| Eintracht Bad Kreuznach      | Alemania       | 2000-2001 |
| SV Wehen                     | Alemania       | 2001-2003 |
| Preußen Münster              | Alemania       | 2003-2004 |
| SV Wehen                     | Alemania       | 2004-2005 |
| SG Wattenscheid 09           | Alemania       | 2005-2006 |
| 1. FC Nürnberg II            | Alemania       | 2006-2010 |

### Como entrenador
| Club                          | País     | Año       |
| ----------------------------- | -------- | --------- |
| 1. FC Nürnberg II (Asistente) | Alemania | 2010-2012 |
| 1. FC Nürnberg II (Interino)  | Alemania | 2011      |
| 1. FC Núremberg Sub-17        | Alemania | 2012-2013 |
| 1. FC Núremberg Sub-19        | Alemania | 2013-2017 |
| 1899 Hoffenheim Sub-17        | Alemania | 2017      |
| 1899 Hoffenheim (Asistente)   | Alemania | 2018-2019 |
| VfB Stuttgart                 | Alemania | 2019-2022 |
| 1899 Hoffenheim               | Alemania | 2023-2024 |

## Estadísticas como entrenador
| Equipo                         | Div.                | Temporada           | Liga | Liga | Liga | Liga | Liga |    | Copa | Copa | Copa | Copa |   | Internacional | Internacional | Internacional | Internacional | Internacional |   | Otros | Otros | Otros | Otros |    | Totales     | Totales | Totales | Totales | Totales | Totales | Totales | Totales |
| Equipo                         | Div.                | Temporada           | PD   | G    | E    | P    | Pos. | PD | G    | E    | P    | PD   | G | E             | P             | Pos.          | PD            | G             | E | P     | PD    | G     | E     | P  | Rendimiento | GF      | GC      | Dif.    |         |         |         |         |
| ------------------------------ | ------------------- | ------------------- | ---- | ---- | ---- | ---- | ---- | -- | ---- | ---- | ---- | ---- | - | ------------- | ------------- | ------------- | ------------- | ------------- | - | ----- | ----- | ----- | ----- | -- | ----------- | ------- | ------- | ------- | ------- | ------- | ------- | ------- |
| Augsburg II · Alemania         | 5.ª                 | 2011-12             | 7    | 2    | 3    | 2    | 11.º | -  | -    | -    | -    | -    | - | -             | -             | -             | -             | -             | - | -     | 7     | 2     | 3     | 2  | 42.86%      | 17      | 14      | +3      |         |         |         |         |
| Augsburg II · Alemania         | Total               | Total               | 7    | 2    | 3    | 2    | -    | -  | -    | -    | -    | -    | - | -             | -             | -             | -             | -             | - | -     | 7     | 2     | 3     | 2  | 42.86%      | 17      | 14      | +3      |         |         |         |         |
| VfB Stuttgart · Alemania       | 2.ª                 | 2019-20             | 16   | 8    | 3    | 5    | 2.º  | 1  | 0    | 0    | 1    | -    | - | -             | -             | -             | -             | -             | - | -     | 17    | 8     | 3     | 6  | 52.94%      | 33      | 19      | +14     |         |         |         |         |
| VfB Stuttgart · Alemania       | 1.ª                 | 2020-21             | 34   | 12   | 9    | 13   | 9.º  | 3  | 2    | 0    | 1    | -    | - | -             | -             | -             | -             | -             | - | -     | 37    | 14    | 9     | 14 | 45.95%      | 59      | 57      | +2      |         |         |         |         |
| VfB Stuttgart · Alemania       | 1.ª                 | 2021-22             | 34   | 7    | 12   | 15   | 15.º | 2  | 1    | 0    | 1    | -    | - | -             | -             | -             | -             | -             | - | -     | 36    | 8     | 12    | 16 | 33.33%      | 47      | 61      | -14     |         |         |         |         |
| VfB Stuttgart · Alemania       | 1.ª                 | 2022-23             | 9    | 0    | 5    | 4    | Inc. | 1  | 1    | 0    | 0    | -    | - | -             | -             | -             | -             | -             | - | -     | 10    | 1     | 5     | 4  | 26.67%      | 10      | 14      | -4      |         |         |         |         |
| VfB Stuttgart · Alemania       | Total               | Total               | 93   | 27   | 29   | 37   | -    | 7  | 4    | 0    | 3    | -    | - | -             | -             | -             | -             | -             | - | -     | 100   | 31    | 29    | 40 | 40.67%      | 149     | 151     | -2      |         |         |         |         |
| TSG 1899 Hoffenheim · Alemania | 1.ª                 | 2022-23             | 15   | 5    | 2    | 8    | 12.º | -  | -    | -    | -    | -    | - | -             | -             | -             | -             | -             | - | -     | 15    | 5     | 2     | 8  | 37.77%      | 20      | 21      | -1      |         |         |         |         |
| TSG 1899 Hoffenheim · Alemania | 1.ª                 | 2023-24             | 34   | 13   | 7    | 14   | 7.º  | 2  | 1    | 0    | 1    | -    | - | -             | -             | -             | -             | -             | - | -     | 36    | 14    | 7     | 15 | 45.37%      | 70      | 68      | +2      |         |         |         |         |
| TSG 1899 Hoffenheim · Alemania | 1.ª                 | 2024-25             | 10   | 2    | 3    | 5    | Inc. | 2  | 1    | 1    | 0    | 4    | 1 | 2             | 1             | Inc.          | -             | -             | - | -     | 16    | 4     | 6     | 6  | 37.5%       | 22      | 27      | -5      |         |         |         |         |
| TSG 1899 Hoffenheim · Alemania | Total               | Total               | 59   | 20   | 12   | 27   | -    | 4  | 2    | 1    | 1    | 4    | 1 | 2             | 1             | -             | -             | -             | - | -     | 67    | 23    | 15    | 29 | 41.79%      | 112     | 116     | -4      |         |         |         |         |
| Total en su carrera            | Total en su carrera | Total en su carrera | 159  | 49   | 44   | 66   | -    | 11 | 6    | 1    | 4    | 4    | 1 | 2             | 1             | -             | -             | -             | - | -     | 174   | 56    | 47    | 71 | 41.18%      | 278     | 281     | -3      |         |         |         |         |
| 1. 2.                          |                     |                     |      |      |      |      |      |    |      |      |      |      |   |               |               |               |               |               |   |       |       |       |       |    |             |         |         |         |         |         |         |         |

### Resumen por competiciones
| Competición            | Partidos | Ganados | Empatados | Perdidos | Efectividad % | Mejor resultado  |
| ---------------------- | -------- | ------- | --------- | -------- | ------------- | ---------------- |
| Landesliga Bayern-Süd  | 7        | 2       | 3         | 2        | 42.86%        | 11.º lugar       |
| 2. Bundesliga          | 16       | 8       | 3         | 5        | 56.25%        | Subcampeón       |
| Bundesliga             | 136      | 38      | 38        | 60       | 37.25%        | 7.º lugar        |
| Copa de Alemania       | 11       | 6       | 1         | 4        | 57.58%        | Octavos de final |
| Liga Europa de la UEFA | 4        | 1       | 2         | 1        | 41.67%        | Fase de grupos   |
| TOTAL                  | 174      | 56      | 47        | 71       | 41.18%        | Sin títulos      |